# Pterostichus tartaricus
Pterostichus tartaricus är en skalbaggsart som beskrevs av Thomas Say 1823. Pterostichus tartaricus ingår i släktet Pterostichus och familjen jordlöpare. Inga underarter finns listade i Catalogue of Life.